# Circuito callejero de Ciudad del Cabo
El Circuito callejero de Ciudad del Cabo será un circuito de carreras de motor en Sudáfrica, ubicado en la calles de Ciudad del Cabo. La pista se instalará cerca del Estadio de Ciudad del Cabo. El e-Prix de Ciudad del Cabo se llevará a cabo en el circuito en 2023. Se llevará a cabo por primera vez como parte del Campeonato Mundial 2022-23 de Fórmula E y será la primera carrera de Fórmula E que se celebre en el país.

## Trazado
El circuito comienza con una pequeña recta entre el Estadio de Ciudad del Cabo y el club de cricket, después cuenta con un giro cerrado a la izquierda en dirección a la autopista, antes de que los monoplazas se desvíen en la siguiente rotonda, que se utilizará como chicane. Siguiendo por Granger Bay Boulevard, los coches se desviarán en Beach Road y continuarán por la costa antes de girar en Fritz Sonnenberg Road, de nuevo en dirección al estadio.